# Brachytarsina joblingi
Brachytarsina joblingi är en tvåvingeart som beskrevs av Advani och Vazirani 1981. Brachytarsina joblingi ingår i släktet Brachytarsina och familjen lusflugor. Inga underarter finns listade i Catalogue of Life.